# カンザス・ネブラスカ法

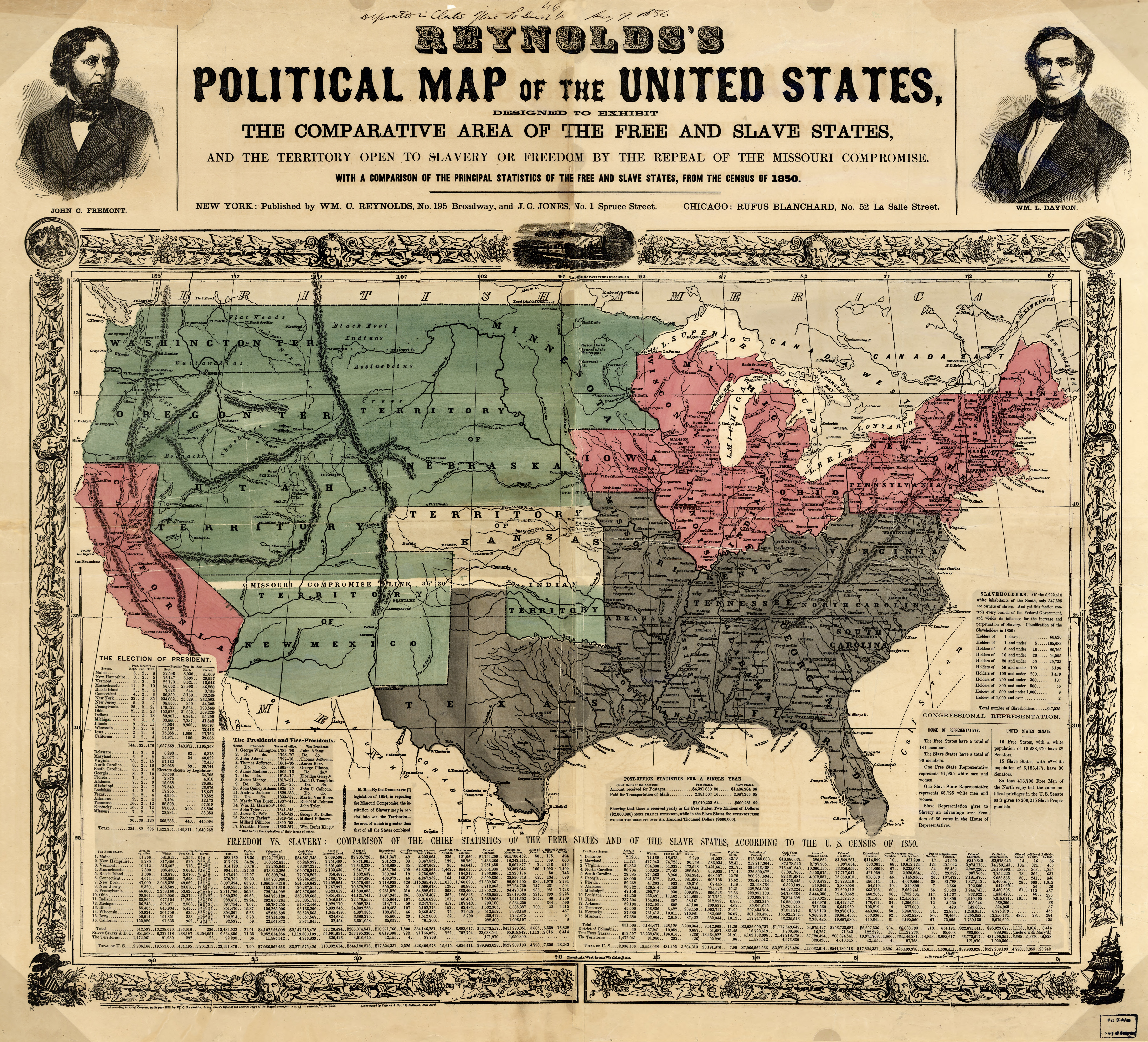
この1856年の地図では、奴隷州（灰色）、自由州（桃色）およびアメリカ合衆国領土（緑色）を示す。カンザスは中央の白色の地域である。

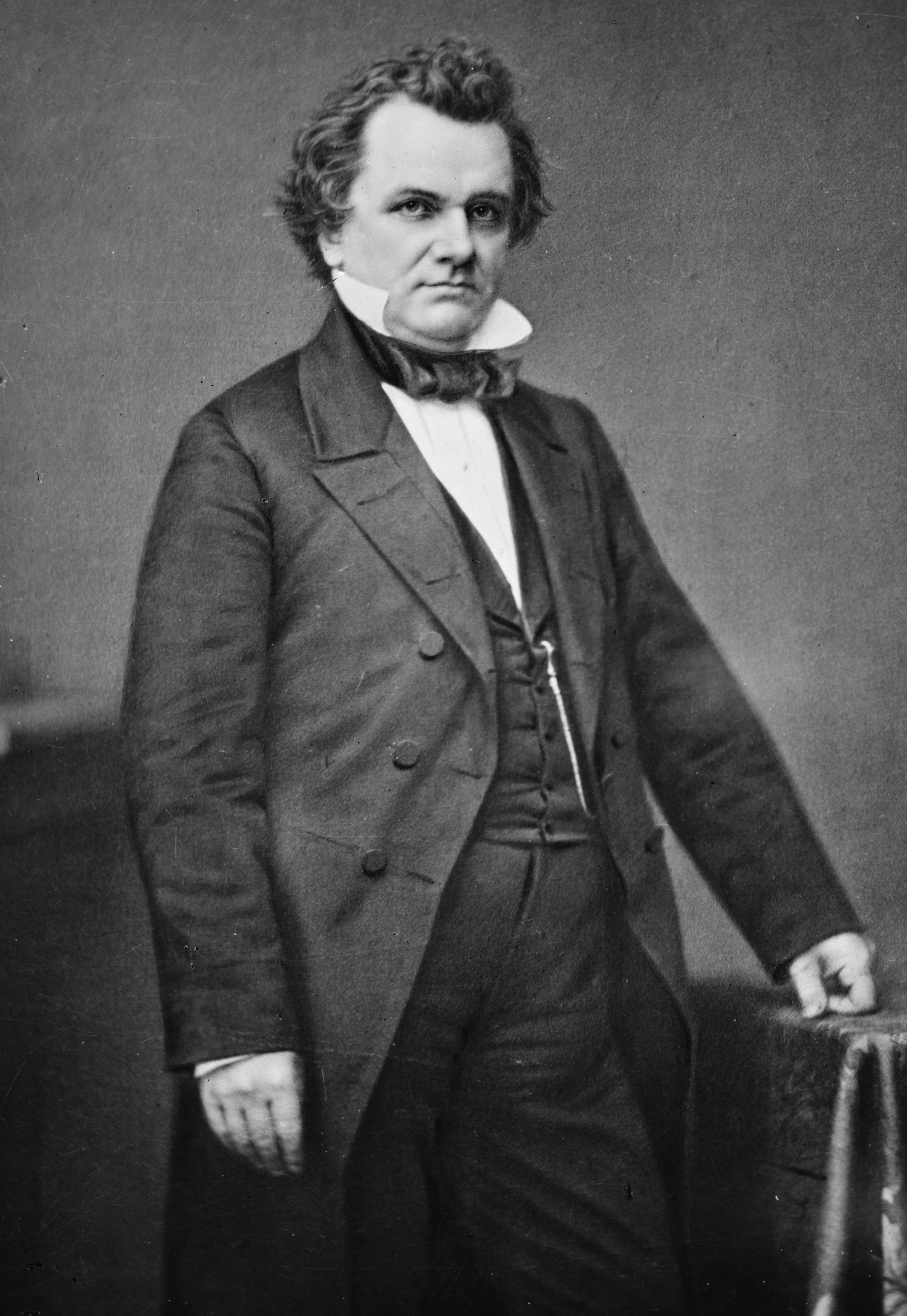
スティーブン・ダグラス（イリノイ州選出上院議員）、本法案の推進者。
「自治の偉大な原則が危機にさらされている。確かにこの国の人民は我々共和制のしくみ全体がよって立つ原則が悪徳であり間違っていると決断するところまで行ってはならない。」

カンザス・ネブラスカ法（英: Kansas-Nebraska Act）は、1854年にアメリカ合衆国でカンザス準州とネブラスカ準州を創設して新しい土地を開放し、1820年のミズーリ妥協を撤廃し、2つの準州開拓者達がその領域内で奴隷制を認めるかどうかは自分達で決めることを認めた法律である。この法の当初の目的はアメリカ合衆国中西部を始点にする大陸横断鉄道を建設する機会を生み出すことだった。人民主権が提案された法に書き込まれるまでは問題とするにあたらなかった。
この法はイリノイ州選出で民主党のアメリカ合衆国上院議員スティーブン・ダグラスによって考案された。
この法は人民主権すなわち人民の支配という名前で奴隷制を認めるかを決定する投票を行うことができるようにした。ダグラスは、南部州が新しい準州に奴隷制を拡張できるが、北部州は依然としてその州内で奴隷制を廃止する権利があるために、北部と南部の間の関係を和らげることを期待した。しかし、法案の反対者は南部の奴隷勢力に対する譲歩だと言って非難した。法案に反対して結党したばかりの共和党は奴隷制の拡大を止めることを目指し、間もなく北部で支配的な勢力として台頭した。

## 背景
1840年代初期以降、大陸横断鉄道の話題が検討されていた。特にどの経路を採るかという具体化に関する議論がある中で、そのような鉄道は公有地の認可と民間資本によって建設されるべきということについては大衆の了解があった。1845年、アメリカ合衆国下院議員として最初の任期を務めていたスティーブン・ダグラスが、シカゴを東の終点とする鉄道を建設する第1段階として公式にネブラスカ準州を編入する計画を提出したが成功しなかった。鉄道の提案は、シカゴ（イリノイ州）、セントルイス（ミズーリ州）、クインシー (イリノイ州)、メンフィス (テネシー州)およびニューオーリンズ（ルイジアナ州）といった都市が建設の出発点となるべく競合する中で、その後の議会会期に提出され議論が続くことになった。
1852年遅くと1853年初期に幾つかの提案が強い支持を得たが、鉄道を北寄りで通すか南寄りで通すかという議論のために最終的には失敗だった。1853年初期、下院はアイオワ州とミズーリ州の西の土地にネブラスカ準州を創設すると言う議案に対して107対49という票決で成立させた。3月、法案は当時上院議員になっていたダグラスが主管する上院準州委員会に移された。ミズーリ州選出の上院議員デイビッド・アチソンが、奴隷所有者が新しい準州で禁止されないならば、ネブラスカ提案を支持すると宣言した。奴隷制はミズーリ妥協の条件で禁じられるはずだったために、法案は奴隷制問題については触れていなかった。他の南部州選出上院議員達はアチソンほど柔軟ではなかった。上院は法案を棚上げする採決を行い、ミズーリ州より南の州の議員が全て棚上げに賛成したために23対17で可決された。
上院が休会になっている間、アチソンが強力なトマス・ベントンに対抗して再選のための選挙運動を行っていくにつれて、鉄道とミズーリ妥協の撤廃の問題がミズーリ州政界でもつれたものになった。アチソンは敵対する州内鉄道利権とやはり敵対する州内奴隷所有者の間での選択に翻弄された。最終的にアチソンはネブラスカが自由土地を標榜する者達による席捲を許す前に「地獄に落ちるまで」ネブラスカの面倒を見るという立場を選んだ。
この時代、連邦議会議員は一般に、議会に出席する為に首都に居る時は下宿を居所としていた。アチソンはF通りの下宿を借りて、議会における指導的南部出身議員と同居していた。アチソン自身は上院仮議長であり、同じ下宿にはロバート・T・ハンター（バージニア州選出、財務委員会委員長）、ジェイムズ・メイソン（バージニア州選出、外交問題委員会委員長）およびアンドリュー・P・バトラー（サウスカロライナ州選出、司法委員会委員長）がいた。議会が12月5日に招集されたとき、この「F通りの集まり」と呼ばれたグループとバージニア州選出のウィリアム・O・グッドが、ネブラスカに奴隷所有者の平等を主張する核を形成した。ダグラスは彼らの意見とその力を知っており、彼らの関心に呼びかける必要があると分かった。
アイオワ州選出の上院議員オーガスタス・C・ドッジが即座に前の会期で止まっていたのと同じネブラスカ編入法案を提案し、12月14日にダグラスの委員会に諮問された。ダグラスは南部議員の支持を得られることを期待し、1850年協定で作られたのと同じ原則がネブラスカにも適用されると宣言した。1850年協定ではユタ準州とニューメキシコ準州が奴隷制を拘束しないままで編入されており、ダグラスの多くの支持者達はこの協定で既にミズーリ妥協を破棄させたと主張した。しかしこれらの準州はネブラスカとは異なり、ルイジアナ買収の一部ではなく、ミズーリ妥協に該当するものでもなかった。

## 議会の行動

### ネブラスカ法案の提案

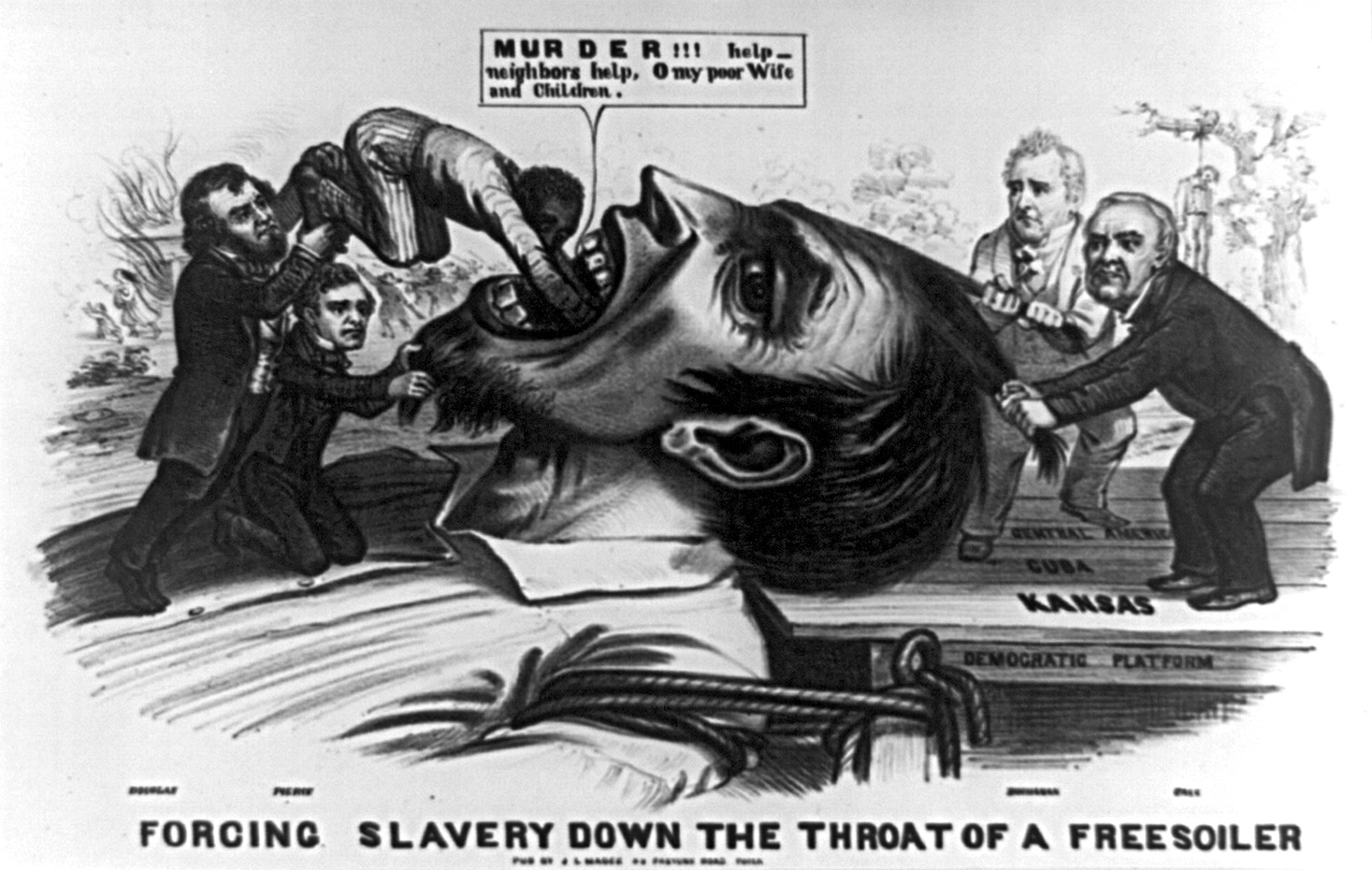
「自由土地支持者の喉に奴隷制を押し込む」
1854年に発表されたこの風刺画は、カンザス、キューバおよび中央アメリカと記された民主党の台（綱領）の上に立つジェームズ・ブキャナンとルイス・カスに押さえ込まれ、フランクリン・ピアースが髭を押さえ、スティーブン・ダグラスが黒人を飲み込ませようとしている、巨大な自由土地支持者を描いている。

法案は1854年1月4日に上院本会議に掛けられた。文面はニューメキシコとユタの準州の法案を書いたダグラスがかなり修正しており、1850年協定の文章から採られていた。新しい法案ではネブラスカ準州の北の境界が北緯49度線まで延ばされており、奴隷制に関する判断は、「1つの州あるいは複数の州として加盟を認められる時、前述の準州あるいはその部分が奴隷制を受け入れるかあるいは無しとするか、加盟時の憲法に記述して合衆国に加盟するものとする」とされていた。法案に付随する報告書の中で、ダグラスの委員会はユタとニューメキシコ準州法の意図について次のように記した。
報告書ではニューメキシコやユタの状況とネブラスカの状況を比較していた。最初の例として、多くの者はメキシコの法で奴隷制が以前から禁じられていたとまさに同じように、ネブラスカでもミズーリ妥協で禁じられていたと論じた。ニューメキシコとユタの準州を創設した時に、獲得した領土でのメキシコ法の有効性を定めなかったのと同様に、ネブラスカ法案は「ミズーリ法を確認も撤廃も」するものではなかった。換言すれば、ミズーリ妥協で表された問題に依拠するよりも、無視することで人民主権が確立されようとしていた。
ダグラスがミズーリ妥協に絡んで自分の考えを進めようとした時はうまく行かなかった。ケンタッキー州選出でホイッグ党のアーチボルド・ディクソンは、ミズーリ妥協が明らかに撤廃されるのでなければ、奴隷所有者達は奴隷制が実際に開拓者達に認められるまで新準州に動こうとはしないであろう、開拓者達は自由土地の見解を持つ可能性が強いと考えた。1月16日、ディクソンは北緯36度30分線の北で奴隷制を禁じているミズーリ妥協の部分を撤廃する修正案を提案することでダグラスを驚かせた。ダグラスは私的にディクソンと面談し、結果的に北部の反応にたいする懸念があったにも拘らず、ディクソンの主張を受け入れることに同意した。政治的な見地から、民主党が奴隷制の問題に関して南部のホイッグ党を攻撃してきた実効のために、ホイッグ党は南部で勢力を弱めてきていた。ホイッグ党はこの問題に関する主導権を掴むことで、奴隷制の最強の守護者として識別されることを期待した。
下院ではアラバマ州選出のフォリップ・フィリップス議員から類似した修正案が提出された。ダグラスは「F通りの集まり」に激励され、彼らやフィリップスと会って法案を成立させる鍵は民主党にあることを確認した。この目的のために、この問題が民主党内の忠誠心を試すものだと宣言してもらうためにフランクリン・ピアース大統領と会う手配をした。

### ピアース大統領との会談
ピアースは前月に行った一般教書演説でほとんどネブラスカのことに触れておらず、ミズーリ妥協撤廃の実行についても熱心ではなかった。1848年にウィルモット条項の代案として人民主権を提案しており、大統領の親密な助言者であるルイス・カスと、国務長官のウィリアム・L・マーシーはピアースに、ミズーリ妥協撤廃は深刻な政治問題を生むと告げていた。1月22日土曜日、全閣僚が会し、陸軍長官ジェファーソン・デイヴィスと海軍長官ジェイムズ・C・ドビンの2人だけが撤廃を支持した。大統領と閣僚はダグラスに、ミズーリ妥協の合憲性を司法判断に委ねるという代案を示した。ピアースと司法長官ケイレブ・クッシングは、最高裁判所がミズーリ妥協を違憲だと判断するものと考えていた。
ダグラスの委員会がその夜に会合を開いた。ダグラスは内閣提案に同意するつもりだったが、アチソンのグループはそうではなかった。ダグラスは、次の月曜日に議会に撤廃を提案することに決めたが、ピアースの関与無しに行動することには躊躇いがあり、デイビス長官を通じて日曜日にピアースとの会見を手配した。ピアースは通常日曜日に仕事をすることを控えていた。ダグラスは会見にアチソン、ハンター、フィリップスおよびケンタッキー州選出のジョン・ブレッキンリッジを伴った。
ダグラスとアチソンがまずピアースと会い、その後に他の者が加わった。ピアースは撤廃を支持するよう説得され、ダグラスの主張により、ミズーリ妥協が1850年協定の原則により無効になっていると主張する文書を与えた。後にピアースはその閣僚達に指示の変化に同一歩調を取るよう伝えた。内閣の対話のための機関である「ワシントン・ユニオン」は、1月24日にこの法案の指示は「民主主義の正当性の試験」になるだろうと記した"。

### 上院での議論

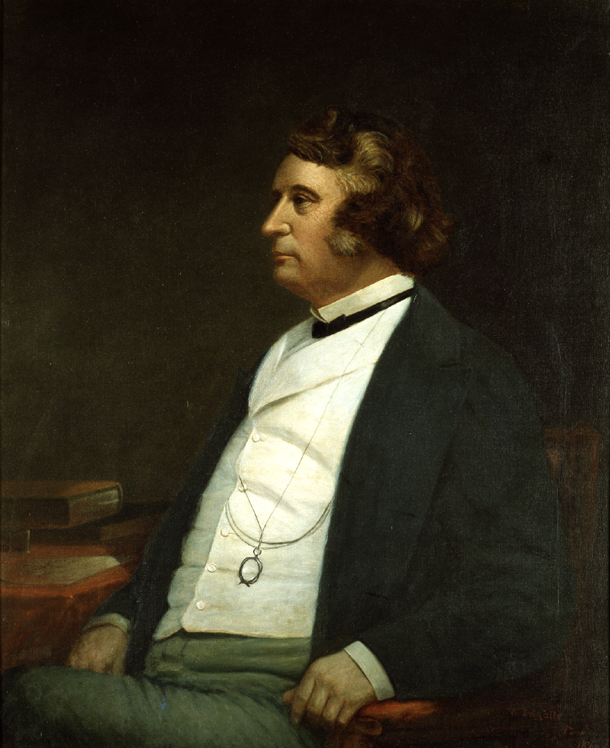
チャールズ・サムナー（マサチューセッツ州選出上院議員）
「『南部の原則を持った北部人』のような者は北部のために語ることはできない」（ダグラスについて）

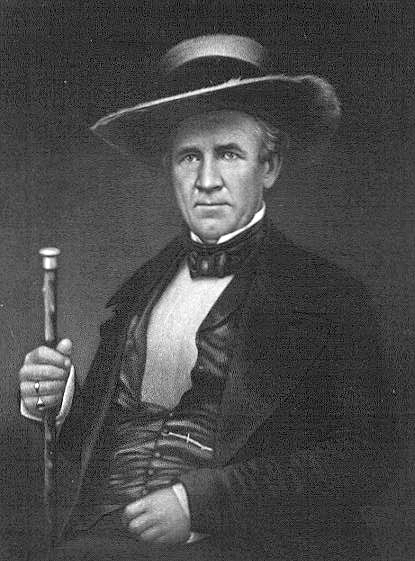
サミュエル・ヒューストン（テキサス州選出上院議員）
カンザス・ネブラスカ法に反対した数少ない南部議員の一人。「ミズーリ妥協を守れ！扇動に乗せられるな！われ等に平和を与えよ！」

1月23日、改定法案が上院に提出された。ミズーリ妥協に関する修正に加えて、ネブラスカがネブラスカとカンザスという2つの準州に分割され、その境界は北緯37度線に設定されていた。この分割は、既にネブラスカに入っている開拓者と共に、当初の大きな準州が創設された場合に準州政府を置く位置について心配したアイオワ州の上院議員が表明した心配の結果だった。新しい準州においてアメリカ合衆国の他の全ての法律を適用することを確認した現存する法案は、ピアース大統領が同意した言辞が付加されており、「通常妥協手段と呼ばれていた1820年3月6日に承認されたミズーリ州の合衆国加盟のために準備された法の第8章は、1850年協定で撤廃されたので、これを除き、無効と宣言する」となっていた。同じ法案が直ぐに下院に提案された。
歴史家のアラン・ネビンスは「2つの相互に関連した戦闘が激しさを増した。1つは議会の中で、もう1つは国全体だった。それぞれはウィルモット条項の当時では考えられなかった根気強さ、苦渋、および憎しみをもって戦われた。」と記した。議会では自由土地派が明らかに劣勢だった。民主党は上下両院で多数を制しており、「恐ろしい戦士、合衆国議会始まって以来と言われる最も激しくて最も冷酷で最も無節操な」スティーブン・ダグラスがしっかりと党の規律を引き締めていた。ネブラスカの反対者が道徳的勝利を期待したのは国全体の方だった。ニューヨーク・タイムズは以前からピアース大統領を支持してきたが、これが北部の奴隷制勢力支持者にとって最後の「藁」になり、「あらゆる障害とあらゆる犠牲を払ってその政治力を潰すであろう制度の根深く、激しく根絶できない憎しみを生む」ことになるだろうと予言した。
法案が提出された翌日、下院議員ジョシュア・ギディングスと上院議員サーモン・チェイスの2人のオハイオ州人が『アメリカ合衆国住民に宛てて議会の独立自民党員の訴え』と題する自由土地支持者の反応を出版した。その訴えには次のように書かれていた。
ダグラスはこの訴えを自ら持ってきて、議論が開始される1月30日に満員の議場とすし詰めの聴衆の前で議会に披露した。ダグラスの伝記作者ロバート・W・ジョハンセンがこの時の演説の一部をつぎのように書き留めた。
議論は4ヶ月間も続くことになった。ダグラスは一貫して法案を提唱する者であり、チェイスとニューヨーク州選出のウィリアム・スワードおよびマサチューセッツ州選出のチャールズ・サムナーが反対者を率いた。ニューヨーク・トリビューンは3月2日に次の記事を掲載した。
上院での議論は3月4日に終わった。スティーブン・ダグラスが3月3日の深夜近くから延々5時間半の演説をしたのが最後だった。最終投票結果は賛成37票、反対14票となった。自由州の上院議員は14対12で賛成であり、奴隷州の上院議員は23対2で圧倒的賛成だった。

### 下院での議論

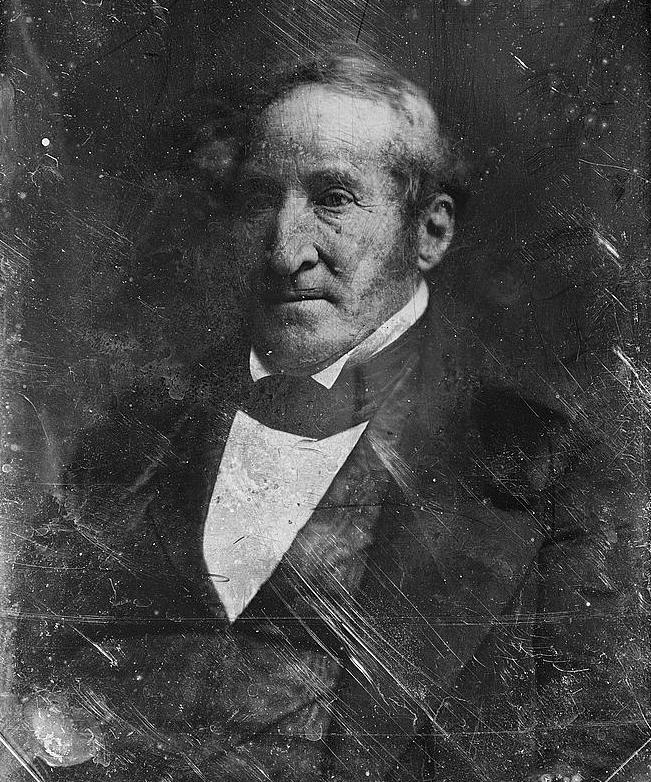
トマス・ベントン（ミズーリ州選出下院議員（当時））
「これら全ての騒動といたずらの言い訳は何であるか？我々は奴隷制の問題を議会から遠ざけておくよう言われている！偉大なる神よ！それは議会外のことだ、完全に、永遠に、いつまでも議会外だ、議会が解決済みの神聖なる法を壊すことで引きずり出すのでなければ！」

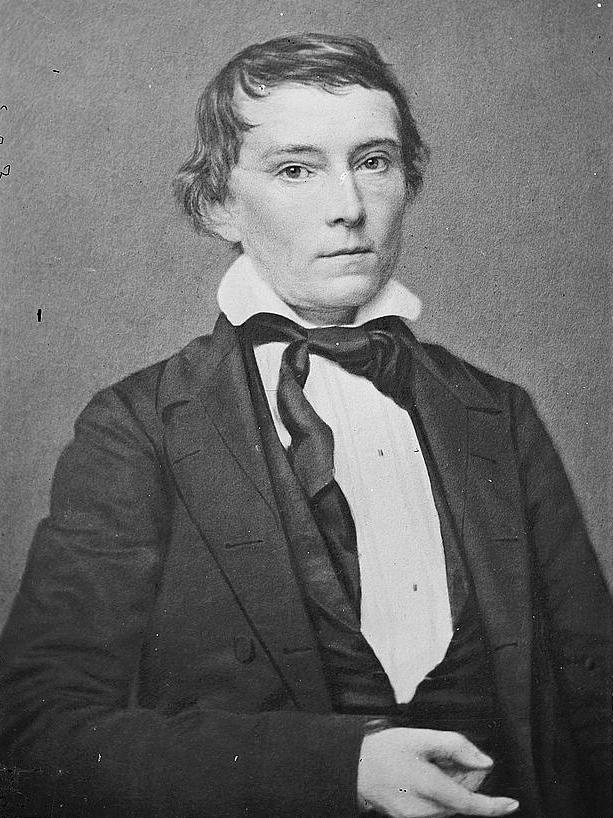
アレクサンダー・スティーヴンズ（ジョージア州選出下院議員）
「ネブラスカは下院を通過している。私は手綱を手に取り、鞭と拍車を当て、荷車を1日が終わらない午後11時の栄光に引き出す。」

法案は続いて下院に移った。3月21日、遅延戦術として議事は110対95の票決により全院委員会に移され、その日の最終項目となった。ピアース政権はその票決から法案が苦しい戦いになることを認識し、民主党員全員に対し法案の成立が党にとって大切であり、いかに連邦の利益が取り扱われるかに影響することを明らかにした。ジェファーソン・デイヴィスと司法長官でマサチューセッツ州出身のケイレブ・クッシングはスティーブン・ダグラスと共に、党の動きの先頭に立った。4月末までに、ダグラスは法案を通す為に十分な票が集まると確信した。下院の指導者は一連の点呼投票を始め、カンザス・ネブラスカ法に先立つ法案が議事に掛けられ議論無しで棚上げされた。
トマス・ベントンは法案に反対して無理やり発言する者達の中に居た。4月25日、伝記作者のウィリアム・ニスベットが「長く、情熱的で、歴史的で反論的」と言った下院での演説で、ベントンはミズーリ妥協の撤廃を攻撃し、「30年以上もその上に立ち、最後まで、もし必要ならば孤独で一人になってもその上に立つつもりであるが、できれば仲間が居る方が良い」と言った。この演説は後に法案に対する反対が議会の壁を越えて外に出たときに、小冊子にして配布された。
下院における議論は5月8日になったやっと始まった。議論は上院よりもずっと激しいものだった。法案が可決するには結論が出ないままになると見えた時、反対者達は全て戦いに出た。歴史家のマイケル・モリソンは次のように記した。
議場での議論はジョージア州選出のアレクサンダー・スティーヴンズによって取り仕切られていた。スティーヴンズはミズーリ妥協が真の妥協ではなかったが、南部に押し付けられたものだと主張した。この問題は「あらゆる明白な地域社会の市民あるいは州が国内の事項を好きなように統治する権利があるはずの」共和制原則が名誉あるものであるかどうかであると主張した。
最終投票結果は賛成113票、反対100票となった。投票数を民主党・ホイッグ党及び南部・北部別に見ると、北部・民主党は賛成44対反対42、北部・ホイッグ党は賛成0対反対45であった。南部・民主党は賛成57対反対2、南部・ホイッグ党は賛成12対反対7であった。ピアース大統領は5月30日に法案に署名して法が成立した。

## リンカーン＝ダグラス討論
法案の推進者スティーブン・ダグラスと元イリノイ州選出下院議員エイブラハム・リンカーンは9月から10月にかけて3度の公開演説でカンザス・ネブラスカ法に関するその意見の不一致を公表した。リンカーンは10月16日にイリノイ州ピオリアで奴隷制とこの法の条項に反対する最も包括的な議論を行った。いわゆるピオリア演説である。リンカーンとダグラスはどちらも大きな聴衆に話しかけ、まずダグラスが演説し、リンカーンは2時間後に反論した。リンカンの3時間にわたる演説では、奴隷制に反対する道徳、法および経済的議論を展開し、これがリンカーンの政治家としてのその後の始まりとなった。

## 敵対
奴隷制擁護の開拓者達が主に隣接するミズーリ州からカンザスに入ってきた。準州選挙でのその影響力は投票するだけの目的でカンザスに入ってくるミズーリ州住人によって増強されることが多かった。彼らはブルーロッジズのような結社を作り、反対者で奴隷制廃止論者のホレス・グリーリーが名付けた「ボーダー・ラフィアンズ」と呼ばれた。奴隷制廃止論者の開拓者達は東部からカンザスを自由州にするという特別の目的を持って移動してきた。対立する両派の衝突は避けられなくなった。
一連の準州政府は奴隷制に同調するのが通常だったが、平和を維持しようとして失敗した。準州都ルコンプトンは大きな扇動の目標となり、トピカに非公式議会を設立した自由州人にとって敵対的環境になった。
ジョン・ブラウンとその息子達が幅広の刀でポタワトミの奴隷制擁護派農夫5人を残酷に殺害して奴隷制に対する戦いで悪名を挙げた（ポタワトミの虐殺）。ブラウンはオサワトミーの町で数百の怒れる奴隷制支持者達から数十人の自由州支持者達を守ってもいた。
両派の間の敵対関係は軽度の内戦状態にまで達し、ピアース大統領には打撃となった。新生間もない共和党は「血を流すカンザス」の醜聞を利用した。奴隷制擁護と反奴隷制開拓者達双方によって日常的になった選挙妨害と脅迫によっても反奴隷制開拓者の移民を止めることはできず、カンザスを埋める競走で民主的な勝利を得た。

## 憲法修正の権利
奴隷制擁護派準州議会が最終的に州憲法を住民投票に掛ける提案をした。この憲法は2つの代案があったが、どちらも奴隷制を違法にしてはいなかった。自由土地開拓者達は議会の住民投票をボイコットして自分達のものを組織し、自由州憲法を承認した。競合する住民投票の結果が準州知事によってワシントンD.C.に送られた。
ジェームズ・ブキャナン大統領は奴隷制を認めるが新しい奴隷の輸入は認めなかったルコンプトン憲法を議会の承認を求めて提出した。上院はルコンプトン憲法の下でのカンザスの州昇格を承認した。ただし、ダグラス上院議員はこの憲法に関する住民投票が奴隷制を禁じる代案を提示できなかったことで不公平だと考え反対した。この法案はその後下院で止められ、北部の議員たちがカンザスを奴隷州として認めることを拒否した。サウスカロライナ州選出の上院議員ジェイムズ・ハモンド（その「キング・コットン」演説で有名）がこの議案を州の排除として特徴づけ、「もしカンザスが奴隷州であることを理由に合衆国から追い出されるならば、南部州はどれも名誉をもって合衆国内に留まることができるだろうか？」と問いかけた。

## 結果
カンザス・ネブラスカ法は国を2つにわけ、内戦の方向を指し示した。この法自体は事実上1820年のミズーリ妥協と1850年協定を無効化した。法を巡る混乱は民主党とホイッグ党を分裂させ、共和党を興隆させることになり、アメリカ合衆国は北部（共和党）と南部（民主党）という2つの大政治勢力に分かれることになった。
カンザスでは新しく反奴隷制憲法が起草された。1861年1月29日、カンザスは自由州として合衆国への加盟を認められた。ネブラスカは南北戦争が終わるまで州昇格を果たさず、1867年になって自由州になった。